# USS Haynsworth (DD-700)
O USS Haynsworth (DD-700) foi um Destroyer norte-americano que serviu durante a Segunda Guerra Mundial.

## Comandantes
| Comandante              | Data                               |
| ----------------------- | ---------------------------------- |
| Cdr. Robert Brodie, Jr. | 22 de Junho de 1944 - Maio de 1945 |